# Tuyana Dashidorzhieva
Tuyana Norpolovna Dashidorzhieva (Chita (Zabaykalsky), 14 de abril de 1996) é um arqueira profissional russa, medalhista olímpica.

## Carreira

### Rio 2016
Tuyana Dashidorzhieva fez parte da equipe da Rússia feminina nas Olimpíadas de 2016 que conquistou a medalha de prata no Tiro com arco nos Jogos Olímpicos de Verão de 2016 - Equipes femininas, ao lado de Ksenia Perova e Inna Stepanova, perdendo para as sul-coreanas na final por 5-1.